# اسکدالا
اسکدالا (به سوئدی: Skedala) یک سکونتگاه مسکونی در سوئد است که در شهر هالمستاد واقع شده‌است.

## خصوصیات
اسکدالا ۰٫۴۲ کیلومترمربع مساحت و ۳۵۱ نفر جمعیت دارد.